# 6278 Ametkhan
6278 Ametkhan este un asteroid din centura principală de asteroizi.

## Descriere
6278 Ametkhan este un asteroid din centura principală de asteroizi. A fost descoperit pe 10 octombrie 1971 la Observatorul de Astrofizică din Crimeea de Bella Bournacheva. El prezintă o orbită caracterizată de o semiaxă mare de 2,44 ua, o excentricitate de 0,18 și o înclinație de 2,1° în raport cu ecliptica.